# Cristianismo moderado
O Cristianismo moderado é um movimento  teológico em Cristianismo que busca tomar decisões com base na sabedoria espiritual.

## Origem
A moderação em Cristianismo tem sua origem na espiritual sabedoria, abordada em Epístola de Tiago no capítulo 3, versículo 17. Em Primeira Epístola a Timóteo, capítulo 3, versículo 2, a moderação também é chamada de temperança e é uma característica necessária para ser bispo na Igreja.

## Características
Cristianismo moderado é caracterizado por sua preocupação em trazer esperança, para incluir a diversidade cultural e a colaboração criativa, não sendo fundamentalista ou liberal, e evita extremismo em suas decisões.

## Catolicismo
O catolicismo moderado tornou-se visível principalmente no século 18, com grupos católicos assumindo posições mais moderadas, como o apoio ao ecumenismo e às reformas litúrgicas. Esses moderados também são esmagadoramente a favor da autonomia do Estado e da independência da doutrina da Igreja em relação ao Estado. Depois do Concílio Vaticano II, os católicos moderados se distanciaram do catolicismo tradicionalista.

## Cristianismo evangélico
O Cristianismo evangélico moderado surgiu na década de 1940 nos Estados Unidos em resposta ao movimento fundamentalista dos anos 1910. O Seminário Teológico Fuller fundado em Pasadena, Califórnia, em 1947, teve uma influência considerável no movimento. No final da década de 1940, teólogos evangélicos do Seminário defenderam a importância cristã do ativismo social.  O estudo da bíblia estava acompanhado por certas disciplinas como hermenêutica bíblica, exegese bíblica e apologética. Teólogos moderados se tornaram mais presentes em institutos bíblicos e posições teológicas mais moderadas foram adotadas em igrejas evangélicas